# Tramvaiul din Botoșani
Tramvaiul din Botoșani a fost o rețea de transport public local administrată de societatea comercială Eltrans S.A., aflată în subordinea primăriei. Rețeaua a fost inaugurată în septembrie 1991, fiind astfel cel mai nou sistem din România, ca mai apoi să fie desființată în martie 2022 în favoarea autobuzelor.
Decizia de înființare a rețelei a fost luată în 1988. Construcția liniei și a depoului au fost făcute între 1989 și 1991. Prima linie dată în folosință a fost 101, cu traseul Fabrica de mobilă - Calea Națională - Gara - Cinema „Luceafărul”, acesta fiind deschisă în data de 6 septembrie 1991, urmând ca în data de 10 noiembrie 1993 să fie deschisă și linia 102 cu traseul Fabrica de mobilă - Calea Națională - Gara - Cartier Primăverii. Linia este de tip șină în dală de beton (longrine) și pe alocuri în asfalt (fără dale). S-a dorit și lansarea unui al treilea traseu de tramvai, între Primăverii și Calea Națională. proiectul a fost parțial făcut însă neterminat, dalele și parțial linia au fost montate însă niciodată dat în funcționare. S-a modernizat însă capătul liniei Luceafărul. Linia este cu ecartament standard de 1435 mm, iar tensiunea de alimentare este de 600 V deși în vremea operării tramvaielor V3A era de 750 V. Primăria dorea să acceseze fonduri europene pentru modernizarea rețelei de tramvai precum și pentru achiziția de tramvaie noi, dar proiectul a fost actualizat în 2022, luându-se decizia inlocuirii cu autobuze Isuzu, iar mai apoi cu autoturisme electrice în viitor după finalizarea recondiționări drumurilor publice și scoaterea dalelor.
Începând cu sfârșitul anului 1997 și până în august 2020, rețeaua a fost deservită de către tramvaie de tip Tatra T4D, care au început să fie aduse din Germania (fosta Republică Democrată Germană).  Șase tramvaie au provenit din Oradea, unde erau nefolosite, fiind primite din Magdeburg. Inițial, sistemul a fost deservit cu 16 tramvaie de tip V3A, primele 10 tramvaie fiind noi primite de la RATB URAC, ultimele 6 fiind primite de la Cluj, după ce RATUC le-a scos din uz. Acestea au fost transformate începând cu anul 1999 în V2A prin îndepărtarea segmentului central și a unui boghiu purtător, datorită defecțiunilor frecvente ale acestor tramvaie. Ultimul V2A a circulat în jurul anului 2002, tramvaiele românești fiind înlocuite de 25 de tramvaie T4D și un B4D aduse din Dresda.
În septembrie 2019 a început licitația pentru 9 vagoane de tramvai. Se dorea extinderea și modernizarea liniilor existente fiind depuse două proiecte pentru Transport urban durabil în municipiul Botoșani prin reabilitarea, modernizarea și extinderea transportului public local cu tramvaiul – reabilitare și extindere cale de rulare traseu 101, iar al doilea privind reabilitarea și extinderea căii de rulare pe traseul 102. De pe data de 1 august 2020 tramvaiele au fost înlocuite de autobuze Isuzu Citibus până la achiziționarea de tramvaie noi și renovarea liniei de tramvai. În martie 2022 a fost anunțată desființarea sistemului de tramvaie din Botoșani și înlocuirea permanentă cu autobuze Isuzu până la achiziționarea în viitor a unor mijloace de transport electrice. În septembrie a început operațiunea de scoaterea a dalelor de pe strada Primăverii și reabilitarea drumurilor.

## Linii exploatate
| Linii | Trasee                                | Lungime |
| ----- | ------------------------------------- | ------- |
| 101   | Fabrică de mobilă ↔ Gară ↔ Luceafărul | 5,7 km  |
| 102   | Fabrică de mobilă ↔ Gară ↔ Primăverii | 4,6 km  |

## Material rulant

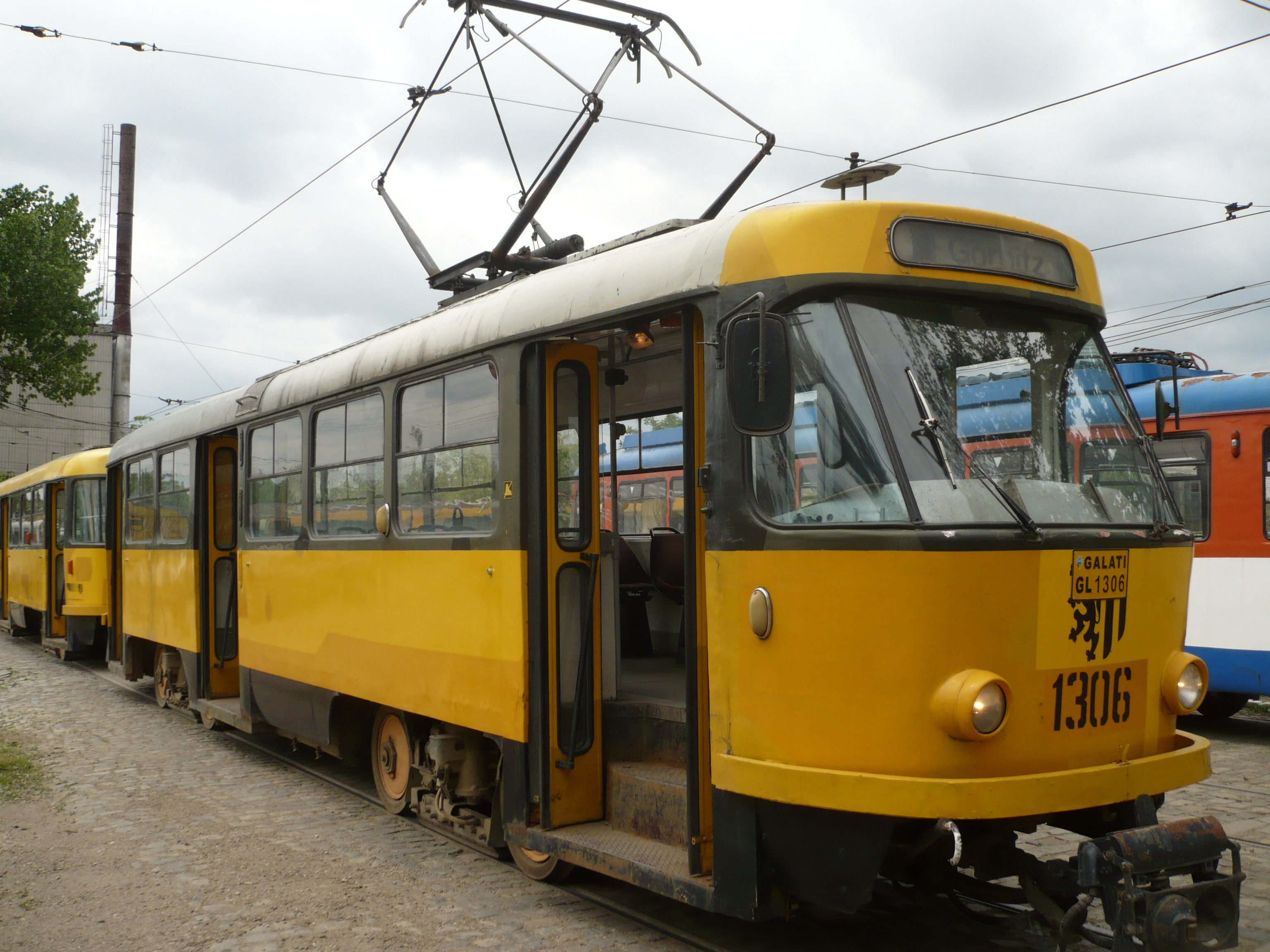

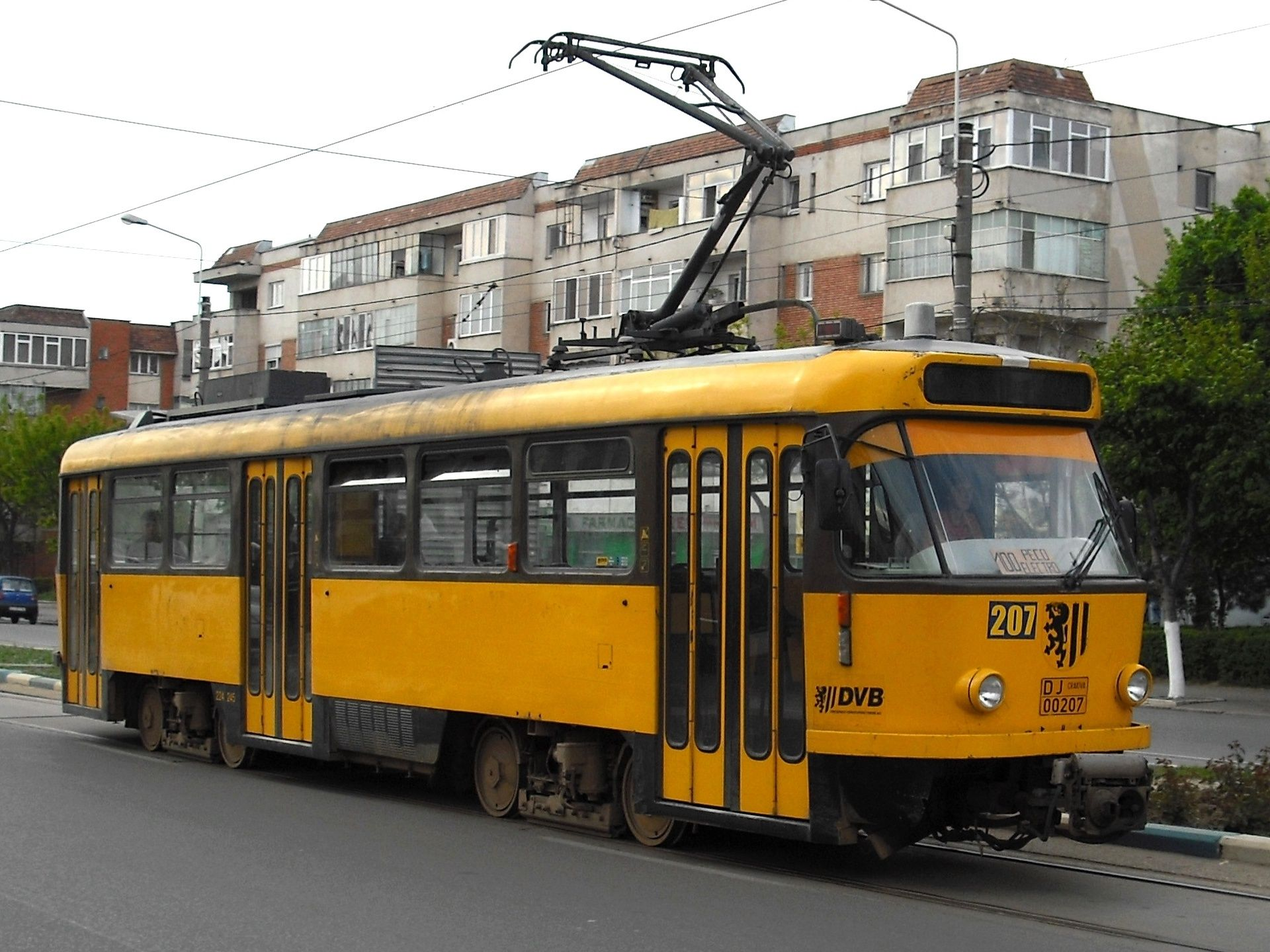

- Tatra T4D

- Tatra T4D-MT

## Primele vehicule folosite

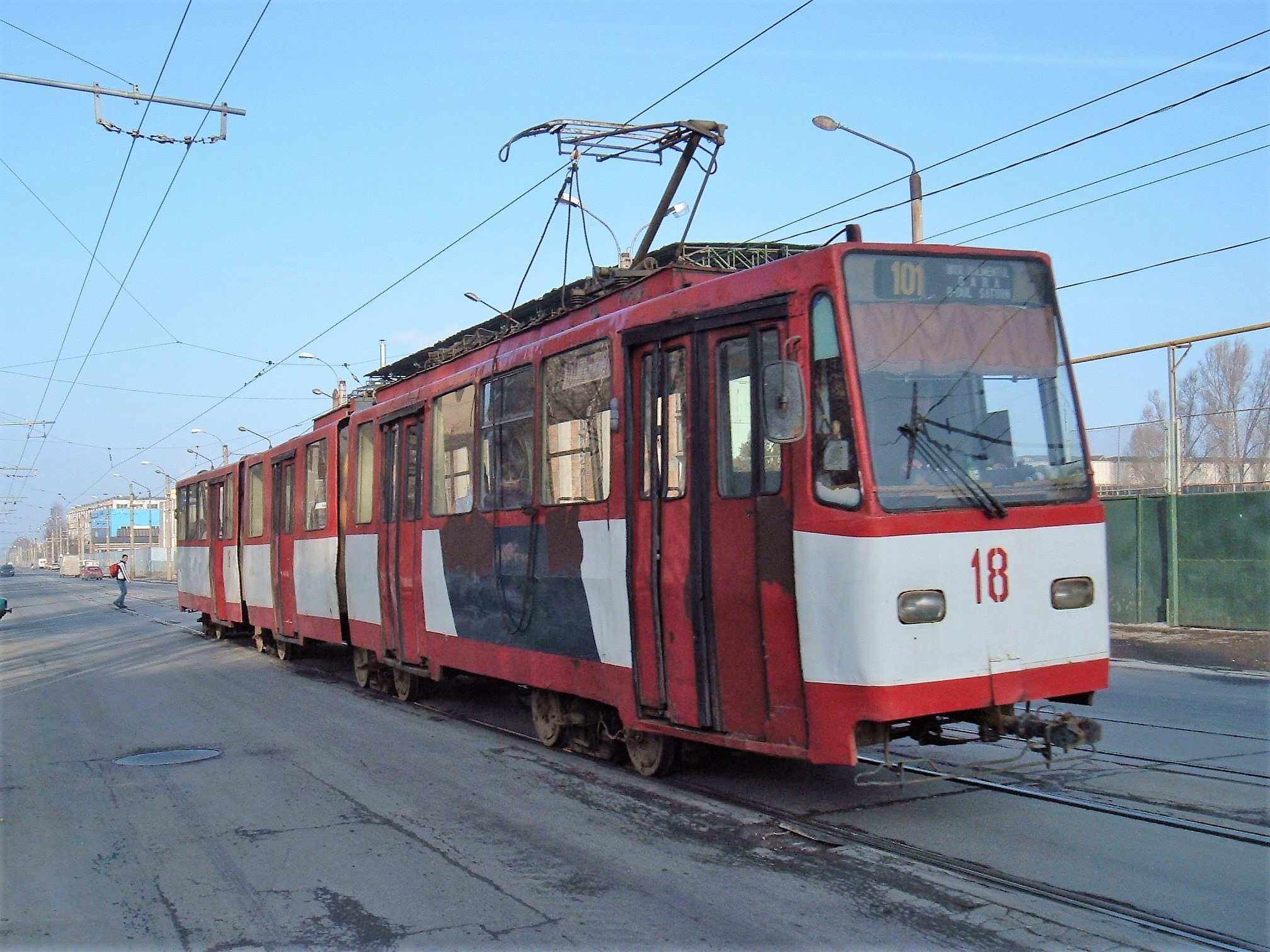

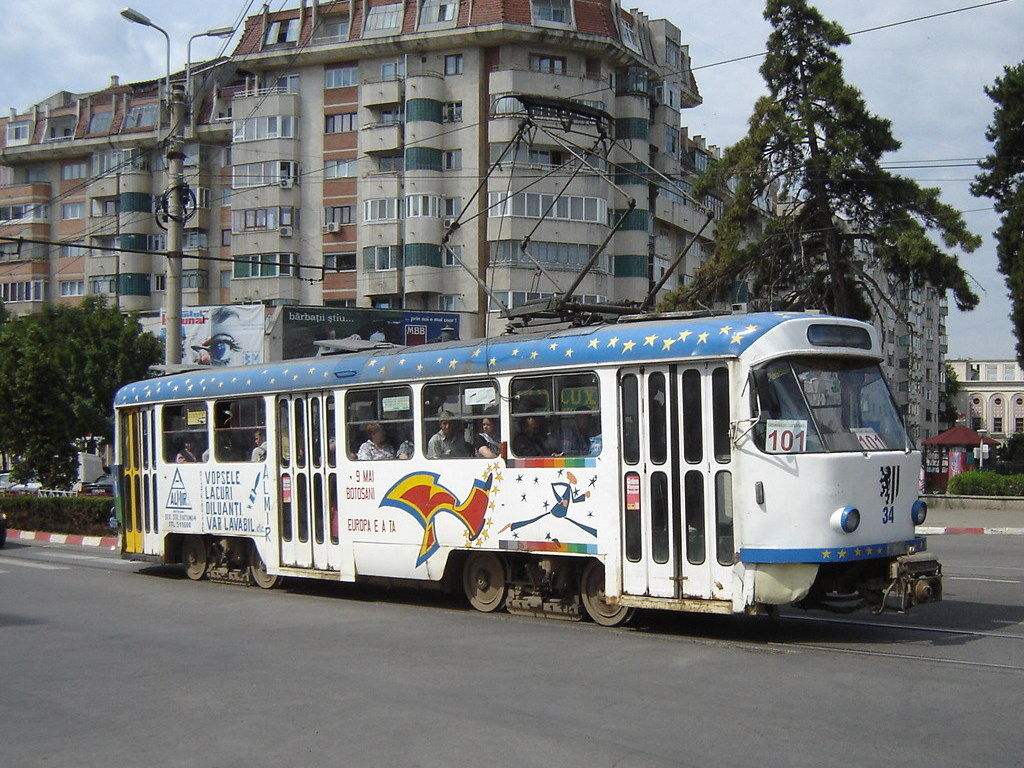

- V2A(V3A)

- Tatra T4R

## Legături externe
- Site oficial